# آرتور متکالف
آرتور متکالف (انگلیسی: Arthur Metcalf; ۸ آوریل ۱۸۸۹ – ۹ فوریهٔ ۱۹۳۶) بازیکن فوتبال اهل بریتانیا بود.
از باشگاه‌هایی که در آن بازی کرده‌است می‌توان به باشگاه فوتبال سوئیندون تاون، باشگاه فوتبال لیورپول، باشگاه فوتبال استوک‌پورت کانتی، باشگاه فوتبال نیوکاسل یونایتد، و باشگاه فوتبال نوریچ سیتی اشاره کرد.